# Otoya Yamaguchi
Otoya Yamaguchi (jap. 山口 二矢, Yamaguchi Otoya; * 22. Februar 1943; † 2. November 1960 in Tokio) war ein japanischer Ultranationalist. Am 12. Oktober 1960 erstach er im Alter von 17 Jahren mit einem Yoroi-dōshi (japanisches Kurzschwert) den sozialistischen Politiker Inejiro Asanuma auf offener Bühne, als dieser im Vorfeld der anstehenden Parlamentswahlen eine Rede in der Tokioter Hibiya Hall hielt. Weniger als drei Wochen nach dem Attentat starb Yamaguchi durch Suizid mittels Erhängen in seiner Zelle in einer Jugendhaftanstalt. Zuvor hatte er mit einer Mischung aus Zahnpulver und Wasser folgende Worte an die Wand seiner Zelle geschrieben:

„Sieben Leben für das Reich. Lang lebe der Kaiser.“

(Dies ist die Nachempfindung eines Zitates Kusunoki Masashiges aus dem 13. Jahrhundert.)
Eine während der Rede gemachte Aufnahme des bis dahin unbekannten Fotografen Yasushi Nagao zeigt Yamaguchi wenige Sekunden nach dem tödlichen Angriff beim Zurückziehen des Kurzschwertes. Das Bild wurde von der Agentur World Press Photo 1960 zum Pressefoto des Jahres gekürt und gewann 1961 den Pulitzer-Preis in der Fotografie-Kategorie.
Der Literaturnobelpreisträger Ōe Kenzaburō veröffentlichte 1961 das auf Yamaguchi basierende Buch Seventeen.